# Anthophora hedickei
Anthophora hedickei là một loài Hymenoptera trong họ Apidae. Loài này được Alfken mô tả khoa học năm 1938.